# Выборы в Европейский парламент на Мальте (2004)
Выборы в Европейский парламент на Мальте прошли 13 июня 2004 года. Они стали первыми европейскими выборами в стране и состоялись вскоре после вступления Мальты в Европейский союз 1 мая 2004 года. 
Выборы проходили по системе единого непереходного голоса. Были избраны 5 депутатов Европарламента. В результате победила оппозиционная Лейбористская партия, получившая 3 места.

## Результаты
| Партия                              | Партия                              | Европейская партия                  | Лидер партии                        | Голоса  | %      | +/– | Места | +/– |
| ----------------------------------- | ----------------------------------- | ----------------------------------- | ----------------------------------- | ------- | ------ | --- | ----- | --- |
|                                     | Лейбористская партия (MLP)          | Партия европейских социалистов      | Альфред Сант                        | 118 983 | 48,42  | —   | 3     | —   |
|                                     | Националистическая партия (PN)      | Европейская народная партия         | Лоренс Гонци                        | 97 688  | 39,76  | —   | 2     | —   |
|                                     | Демократическая альтернатива (AD)   | Европейская партия зелёных          | Арнольд Кассола                     | 22 938  | 9,33   | —   | 0     | —   |
|                                     | Прочие                              | Прочие                              | Прочие                              | 6 113   | 2,49   | —   | 0     | —   |
| Действительных бюллетеней           | Действительных бюллетеней           | Действительных бюллетеней           | Действительных бюллетеней           | 245 722 | 98,02  |     |       |     |
| Недействительных/пустых бюллетеней  | Недействительных/пустых бюллетеней  | Недействительных/пустых бюллетеней  | Недействительных/пустых бюллетеней  | 5 239   | 1,98   |     |       |     |
| Всего                               | Всего                               | Всего                               | Всего                               | 250 691 | 100,00 | —   | 5     | —   |
| Зарегистрированных избирателей/Явка | Зарегистрированных избирателей/Явка | Зарегистрированных избирателей/Явка | Зарегистрированных избирателей/Явка | 304 283 | 82,39  | —   |       |     |
| Источник: maltadata.com             |                                     |                                     |                                     |         |        |     |       |     |